# Nilo Floody
Nilo Alfredo Floody Buxton (16 luglio 1921 – Santiago del Cile, 2 luglio 2013) è stato un pentatleta cileno.

## Palmarès
In carriera ha conseguito i seguenti risultati:
- Mondiali:

Santo Domingo 1953: bronzo nel pentathlon moderno a squadre.